# Takashi Kitano
Takashi Kitano (jap. 北野 貴之, Kitano, Takashi; * 4. Oktober 1982 in Sapporo) ist ein japanischer Fußballspieler (Torhüter). Seit Anfang 2018 spielt er für Gainare Tottori in der J3 League.

## Karriere
Kitano wechselte im Jahr 2003 vom Team der Sapporo University zu Albirex Niigata. Am 23. Mai 2004 wurde er erstmals in einem Ligaspiel der ersten Mannschaft eingesetzt. In der Saison 2006 löste er den bisherigen Stammtorwart Yōsuke Nozawa ab und war bis zum Ende der Saison 2009 die Nummer eins im Tor. Anfang 2010 verpflichtete ihn Ligakonkurrent Ōmiya Ardija. Dort hatte er – mit wenigen Unterbrechungen – die Stammplatz zwischen den Pfosten bis April 2014 inne, als er sich eine Schulterverletzung zuzog. Er kehrte vier Monate später zurück, verließ der Klub aber am Saisonende. In der Folge war er ein halbes Jahr ohne Verein, ehe er im August 2015 bei Cerezo Osaka anheuerte, das seinerzeit in der J2 League spielte. Dort kam er als Nummer drei hinter Kenta Tanno und Hiroyuki Takeda nicht zum Einsatz. In der Saison 2016 kam er in der zweiten Mannschaft von Cerezo zu einigen Einsätzen in der J3 League. Anfang 2017 verließ er den Klub und schloss sich dem Yokohama FC in der J2 League an. Als Stellvertreter von Yōhei Takaoka saß er meist auf der Auswechselbank und kam nicht zum Einsatz. Anfang 2018 wechselte er zu Gainare Tottori in die J3 League.

## Hobby
Takashi Kitano züchtet seit etwa 2007 Meeresschildkröten.